# Шаир, Ильяс
Илья́с Эмилья́н Шаи́р (фр. Ilias Emilian Chair, араб. ايلياس تشاير‎; род. 30 октября 1997, Антверпен, Фламандский регион) — марокканский футболист, полузащитник английского клуба «Куинз Парк Рейнджерс» и национальной сборной Марокко.

## Клубная карьера
Является этническим марокканцем. Родился 30 октября 1997 года в Антверпене. Воспитанник юношеских команд ряда местных футбольных клубов.
Во взрослом футболе дебютировал в 2015 году выступлениями за клуб «Льерс», в котором провёл две игры во втором бельгийском дивизионе.
В 2017 году перебрался в Англию, где заключил контракт с клубом «Квинз Парк Рейнджерс», представителем Чемпионшипа.
В первой половине 2019 года защищал на условиях аренды цвета другого английского клуба «Стивенидж», после чего, вернувшись в «Квинз Парк Рейнджерс» стал игроком основного состава этой команды.

## Выступления за сборные
Имея марокканское происхождение, в 2021 согласился защищать цвета национальной сборной Марокко и дебютировал в её составе.
В составе национальной команды был участником Кубка африканских наций 2021 года, проходившего в начале 2022 года в Камеруне, где выходил на поле в одной игре группового этапа.
В составе сборной был участником чемпионата мира 2022 года в Катаре. С ростом 164 сантиметра являлся самым низким игроком среди всех игроков чемпионата мира. На турнире принял участие в единственном матче, матче за бронзовые награды чемпионата против сборной Хорватии (1:2).

## Статистика выступлений

### Статистика клубных выступлений
| Сезон            | Команда                | Чемпионат        | Чемпионат | Чемпионат | Национальный кубок | Национальный кубок | Национальный кубок | Континентальные кубки | Континентальные кубки | Континентальные кубки | Прочие турниры | Прочие турниры | Прочие турниры | Всего | Всего | Всего |
| Сезон            | Команда                | Лига             | Игр       | Голов     | Лига               | Игр                | Голов              | Лига                  | Игр                   | Голов                 | Лига           | Игр            | Голов          | Игр   | Голов |       |
| ---------------- | ---------------------- | ---------------- | --------- | --------- | ------------------ | ------------------ | ------------------ | --------------------- | --------------------- | --------------------- | -------------- | -------------- | -------------- | ----- | ----- | ----- |
| 2015-16          | «Льерс»                | Д2               | 2         | 0         | КБ                 | 0                  | 0                  |                       | -                     | -                     |                | -              | -              | 2     | 0     |       |
| 2017-18          | «Куинз Парк Рейнджерс» | ЧФЛ              | 4         | 1         | КА+КЛ              | 1+2                | 0                  |                       | -                     | -                     |                | -              | -              | 7     | 1     |       |
| 2018-січ. 2019   | «Куинз Парк Рейнджерс» | ЧФЛ              | 4         | 0         | КА+КЛ              | 2+2                | 0                  |                       | -                     | -                     |                | -              | -              | 8     | 0     |       |
| січ.-черв. 2019  | «Стивенидж»            | ФЛ2              | 16        | 6         | КА+КЛ              | -                  | -                  |                       | -                     | -                     | ТФЛ            | -              | -              | 16    | 6     |       |
| 2019-20          | «Куинз Парк Рейнджерс» | ЧФЛ              | 41        | 4         | КА+КЛ              | 2+2                | 0+1                |                       | -                     | -                     |                | -              | -              | 45    | 5     |       |
| 2020-21          | «Куинз Парк Рейнджерс» | ЧФЛ              | 45        | 8         | КА+КЛ              | 1+1                | 0                  |                       | -                     | -                     |                | -              | -              | 47    | 8     |       |
| 2021-22          | «Куинз Парк Рейнджерс» | ЧФЛ              | 21        | 6         | КА+КЛ              | 0+3                | 0+0                |                       | -                     | -                     |                | -              | -              | 24    | 6     |       |
| Всего за «КПР»   | Всего за «КПР»         | Всего за «КПР»   | 115       | 19        |                    | 9                  | 1                  |                       | -                     | -                     |                | -              | -              | 124   | 20    |       |
| Всего за карьеру | Всего за карьеру       | Всего за карьеру | 133       | 25        |                    | 16                 | 1                  |                       | -                     | -                     |                | -              | -              | 149   | 26    |       |

## Достижения

### Награды
- Офицер Ордена Трона (2022)[11]